# Socket H2

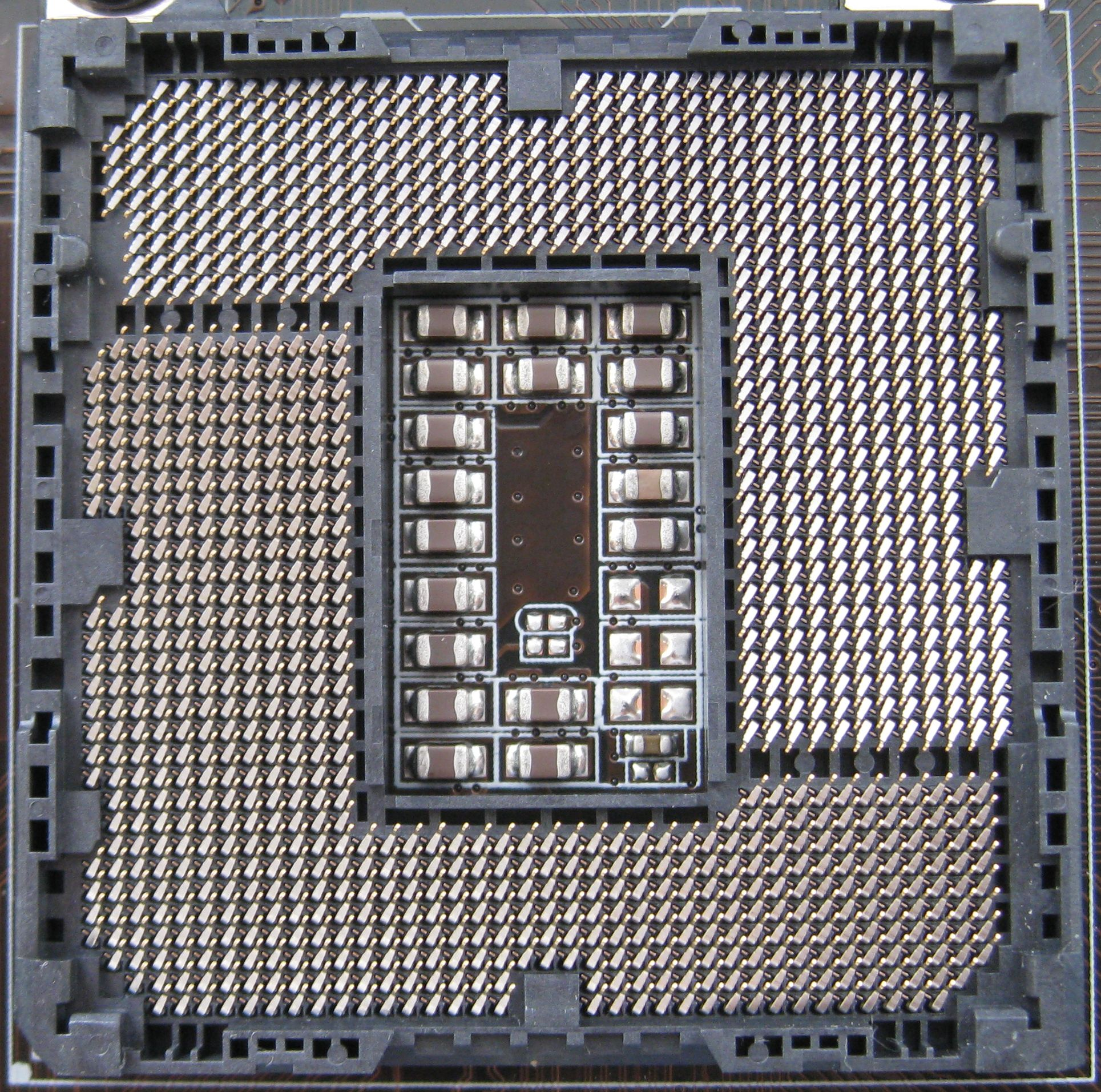
Intel Socket 1155

Socket H2 (або LGA 1155) — процесорний роз'єм для процесорів Intel Sandy Bridge, а також Ivy Bridge, анонсованих 3 січня 2011 LGA 1155 розроблений як заміна LGA 1156 (Socket H). Незважаючи на схожу конструкцію процесори LGA 1155 і LGA 1156 несумісні один з одним і у них різні розташування пазів.
Він є правонаступником LGA 1156 (відомий як Socket H), і сам був наступником LGA 1150 у 2013 році. Поряд із вибраними варіантами сокета LGA 2011 це був останній сокет Intel, який повністю підтримував Windows XP, Windows Server 2003, Windows Vista та Windows Server 2008.
Виконаний за технологією Land Grid Array (LGA). Це роз'єм з пружними або м'якими контактами, до яких за допомогою спеціального тримача із захопленням і важеля притискається процесор, який не має штиркових контактів. Сумісні з слотом LGA 1155 процесори:
i7, i5, i3, Celeron, Core, Pentium. 
Системи охолодження з кріпленням для LGA 1156 сумісні з LGA 1155, що дозволить не купувати нову систему охолодження для нових процесорів.
LGA 1155 також ознаменував початок безпечного завантаження з підтримкою на деяких пізніших платах.

## Радіатор
4 отвори для кріплення радіатора до материнської плати розміщені в квадраті з поперечною довжиною 75 мм для сокету Intel LGA 1156, LGA 1155, LGA 1150, LGA 1151 та LGA 1200, тому охолоджувальні рішення повинні бути взаємозамінними. Системи охолодження сумісні між сокетами LGA 1155 і LGA 1156, оскільки процесори мають однакові розміри, профіль та конструкцію, а також подібні рівні виробництва тепла.

## Зовнішні посилання
- Огляд інтеграції настільних процесорів Intel (LGA115x) [Архівовано 20 січня 2021 у Wayback Machine.]